# Birket Ram
Birket Ram, auch Berekhat Ram (hebräisch בריכת רם; arabisch بحيرة مسعدة, DMG Buḥairat Masʿada, dt. ‚See von Mas'ade‘), ist ein Kratersee in Syrien, im nordöstlichen Teil der von Israel annektierten Golanhöhen, am Fuß des Hermon. Der See hat eine elliptische Form. Die Länge beträgt etwa 900 m, die Breite etwa 650 m. Birket Ram liegt auf einer Höhe von 940 m. Birket Ram enthält saisonal schwankend 1,4 bis 5,1 Mio. m³ Süßwasser.
Der See entstand etwa 70.000 BP als Folge einer Explosion eines Vulkankraters.
Der See hat keinen Abfluss und wird von Regenwasser und einer unterirdischen Quelle gespeist. Der nächste Ort ist das etwa 200 m westlich gelegene, von Drusen bewohnte Mas'ade. Das Wasser des Sees wird unter anderem zur Bewässerung der umliegenden Obstplantagen verwendet.